# Riachão, Maranhão
Riachão este un oraș în unitatea federativă Maranhão (MA), Brazilia.